# Bale Rejo (Panggungrejo)
Bale Rejo is een bestuurslaag in het regentschap Blitar van de provincie Oost-Java, Indonesië. Bale Rejo telt 2825 inwoners (volkstelling 2010).